# 初溪土楼群
24°33′03″N 116°54′03″E / 24.55083°N 116.90083°E
初溪土楼群位于中国福建省龙岩市永定区下洋镇初溪村，由集庆楼、余庆楼、绳庆楼、华庆楼、庚庆楼、锡庆楼、福庆楼、共庆楼、藩庆楼、善庆楼等10座土楼组成，其中集庆楼2006年被列为第六批全国重点文物保护单位。2008年初溪土楼群作为福建土楼的典型代表被列为世界文化遗产。2009年初溪土楼群被列为第七批福建省文物保护单位。
初溪土樓群大部分居民都是姓徐。

## 集庆楼
结构复杂的圆土楼。建于明永乐年间。全楼用 72 道楼梯分割成互不干扰的 72 个单元。
- 余庆楼
- 庚庆楼
- 集庆楼
- 绳庆楼
- 藩庆楼
- 福庆楼、锡庆楼
- 善庆楼、福庆楼
- 集庆楼内部
- 集庆楼内部
- 集庆楼内部
- 集庆楼内部
- 绳庆楼内部